# Plectrone hiekei
Plectrone hiekei är en skalbaggsart som beskrevs av Miksic 1973. Plectrone hiekei ingår i släktet Plectrone och familjen Cetoniidae. Inga underarter finns listade i Catalogue of Life.